# سد وولوواتی
سد وولوواتی (به لاتین: Wuluwati Dam) یک سد خاکی و نیروگاه برقابی در چین است که در شهرستان هوتان واقع شده‌است.